# Kadsura
Kadsura (lat. Kadsura), rod vazdazelenih grmastih penjačica iz porodice Schisandraceae. Priznato je 17 vrsta koje rastu po južnoj i jugoistočnoj Aziji i istočnoj Himalaji.
Kadsura (što je i hrvatski naziv za ovaj rod), ne smije se brkati s rodom katsura drvo (Cercidiphyllum)

## Vrste
1. Kadsura acsmithii Saunders
2. Kadsura angustifolia A.C.Sm.
3. Kadsura borneensis A.C.Sm.
4. Kadsura celebica A.C.Sm.
5. Kadsura coccinea (Lem.) A.C.Sm.
6. Kadsura heteroclita (Roxb.) Craib
7. Kadsura induta A.C.Sm.
8. Kadsura interior A.C.Sm.
9. Kadsura japonica (L.fil.) Dunal
10. Kadsura lanceolata King
11. Kadsura longipedunculata Finet & Gagnep.
12. Kadsura marmorata (E.G.Hend. & A.J.Hend.) A.C.Sm.
13. Kadsura oblongifolia Merr.
14. Kadsura philippinensis Elmer
15. Kadsura renchangiana S.F.Lan
16. Kadsura scandens (Blume) Blume
17. Kadsura verrucosa (Gagnep.) A.C.Sm.

## Vanjske poveznice
|  | Zajednički poslužitelj ima još gradiva o temi Kadsura |
|  | Wikivrste imaju podatke o taksonu Kadsura             |